# Ágoston András (politikus)
Ágoston András (Ada, 1944 –) vajdasági magyar politikus, jogász, újságíró.

## Élete

### Magánélete
Az általános iskolát Adán, középiskolai tanulmányait Szabadkán végezte, majd az Újvidéki Egyetemen szerezte meg diplomáját 1967-ben. 1968 és 1975 között a Magyar Szó, az Újvidéki Televízió, a Képes Ifjúság és a 7 Nap újságírójaként dolgozott. Ezt követően az újvidéki Fórum Lap- és Könyvkiadó igazgató-helyettese lett. Nős, két gyermek apja.

### Politikusi pályája
Politikai pályája a Jugoszláv Kommunisták Szövetségében (JKSZ) kezdődött. 1980-tól 1983-ig az újvidéki Szakszervezeti Tanács alelnöke, később elnöke, majd a Vajdasági Szakszervezeti Tanács titkára volt. 1989 decemberében többedmagával kezdeményezte a Vajdasági Magyarok Demokratikus Közösségének (VMDK) a megalakítását, majd 1990 és 1997 között a párt elnöke.
Röviddel az 1997-es választások előtt egy rendkívüli kongresszus alkalmával leváltották, és helyére Páll Sándort választották meg. Ezután Ágoston új pártot hozott létre, a Vajdasági Magyar Demokrata Pártot (VMDP), melynek megalakulásától kezdve a vezetője. A 2007-es szerbiai parlamenti választásokon Páll Sándorral együtt a Magyar Összefogás Koalíció koalíció vezetője volt, de nem sikerült mandátumot szerezniük. A 2008-as előrehozott parlamenti választásokon a VMDP szintén koalícióban indult, szövetséget kötött a VMSZ-szel és a VMDK-val, így megszületett a Magyar Koalíció. A tömörülés 4 parlamenti helyet szerzett meg, és a Demokrata Párttal kötött megállapodás értelmében pozíciókat kapott a Vajdaságban.
2008-ban a VDMP IV. Kongresszusán újabb négy évre bizalmat szavaztak Ágostonnak, aki a párt irányelveit viszi tovább: kiáll a perszonális autonómia modelljének megvalósítása mellett, a szerb parlamentben a számarányos magyar képviseletet és a kettős állampolgárságot szorgalmazza.

## Díjai, kitüntetései
- Munkaérdemrend III. fokozata[1]
- Közép-Európa díj[1]
- 1993 – Tőkés László-díj
- 2011 – A Magyar Köztársasági Érdemrend tisztikeresztje[4]